# Le Minihic-sur-Rance
Le Minihic-sur-Rance (bretonisch: Minic'hi-Poudour) ist eine französische Gemeinde mit 1499 Einwohnern (Stand: 1. Januar 2022) im Département Ille-et-Vilaine in der Region Bretagne. Sie gehört zum Arrondissement Saint-Malo und zum Kanton Saint-Malo-2. Die Einwohner werden Minihicois genannt.

## Geographie
Le Minihic-sur-Rance liegt auf der westlichen Seite des Ästuars des Rance an der Smaragdküste, etwa acht Kilometer südlich von Saint-Malo.
Umgeben wird Le Minihic-sur-Rance von den Nachbargemeinden Pleurtuit im Westen und Langrolay-sur-Rance im Süden sowie auf den anderen Seite des Ästuars Saint-Jouan-des-Guérets im Nordosten und Saint-Suliac im Südosten.

## Bevölkerungsentwicklung
| Jahr                       | 1962 | 1968 | 1975 | 1982 | 1990 | 1999 | 2009 | 2020 |
| Einwohner                  | 747  | 721  | 791  | 978  | 1148 | 1267 | 1397 | 1488 |
| Quellen: Cassini und INSEE |      |      |      |      |      |      |      |      |

## Sehenswürdigkeiten

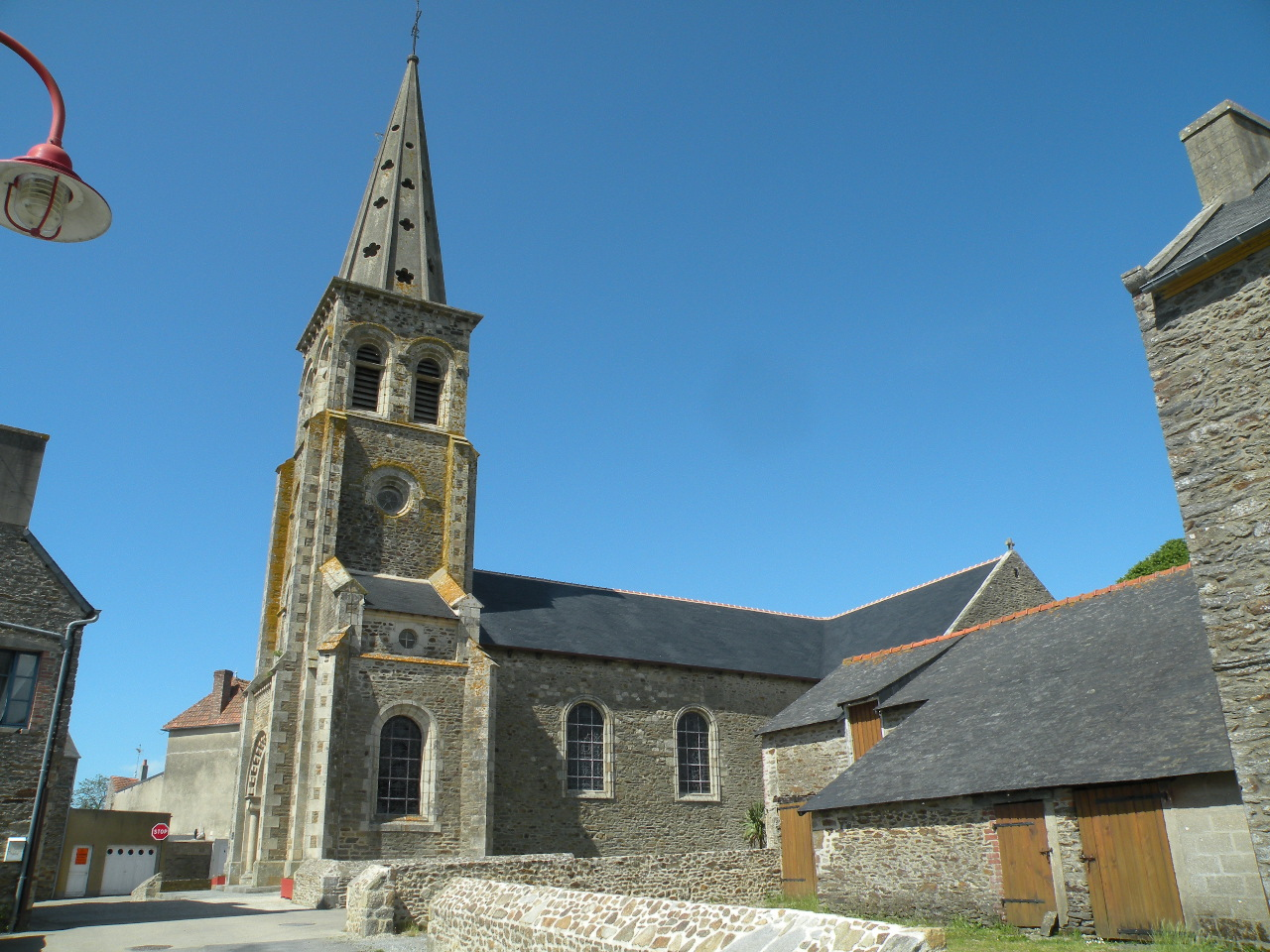
Kirche Saint-Malo
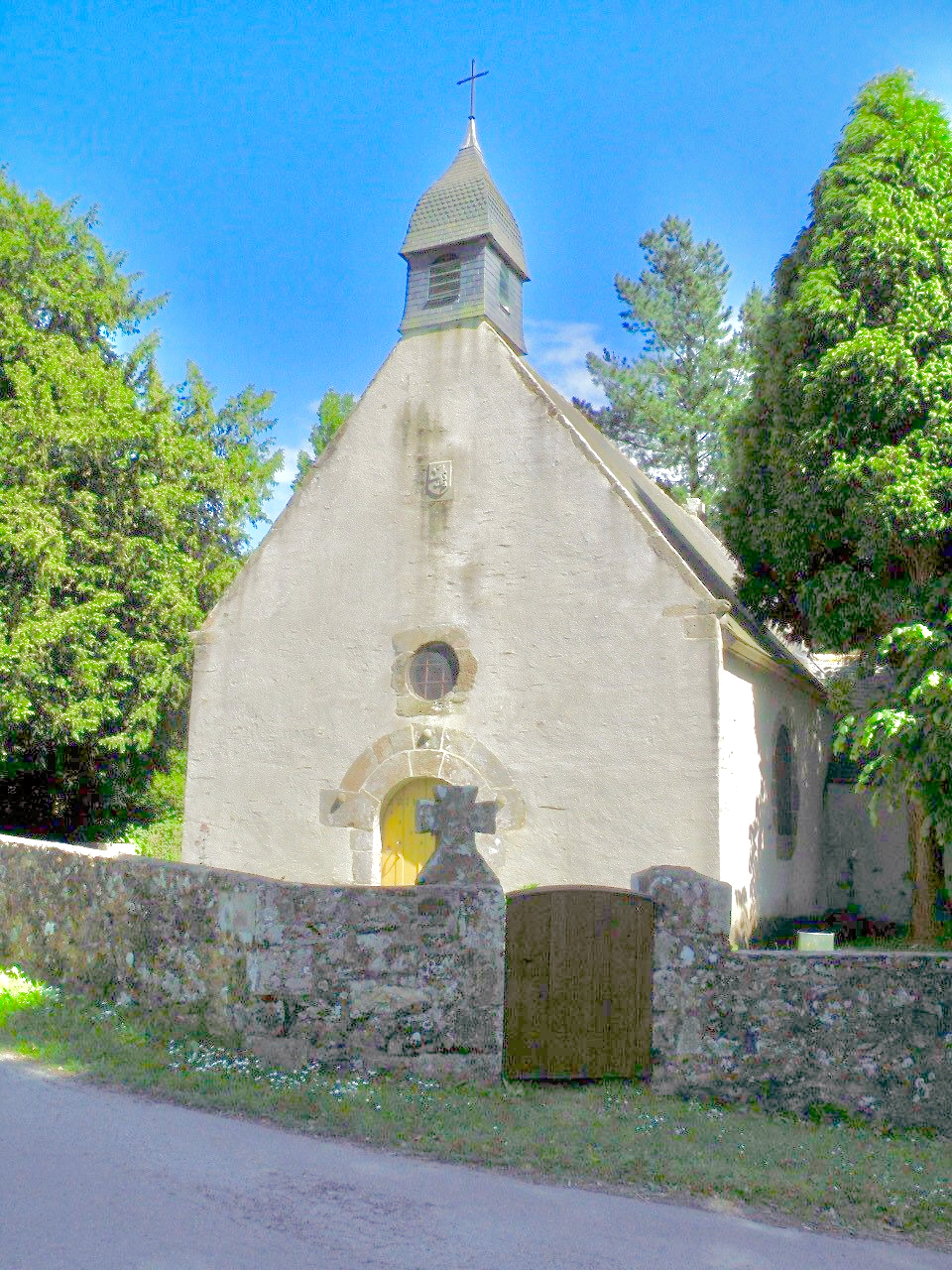
Kapelle Sainte-Anne von 1660, Monument historique
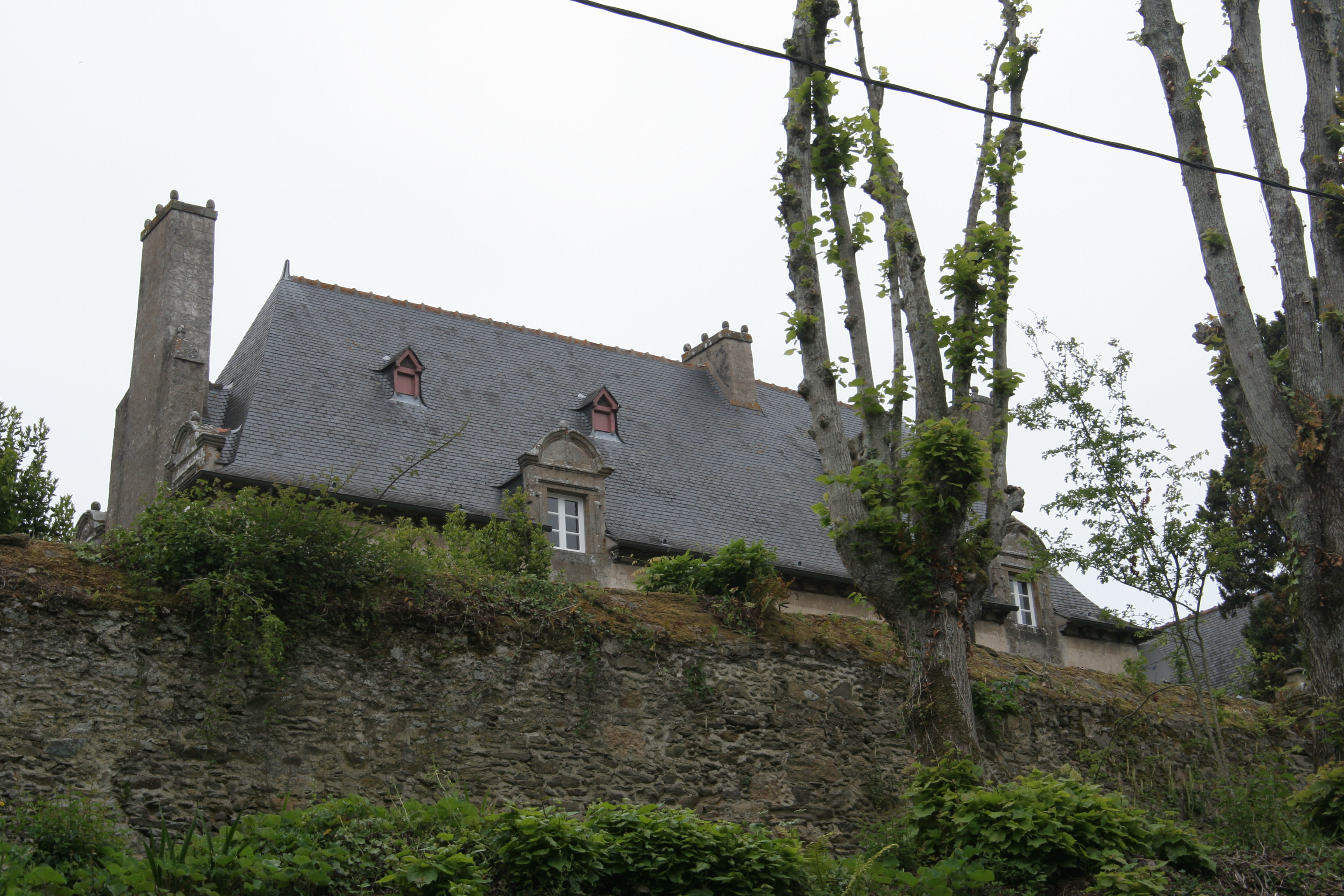
Herrenhaus Le Houx, erbaut im 17./18. Jahrhundert mit Kapelle
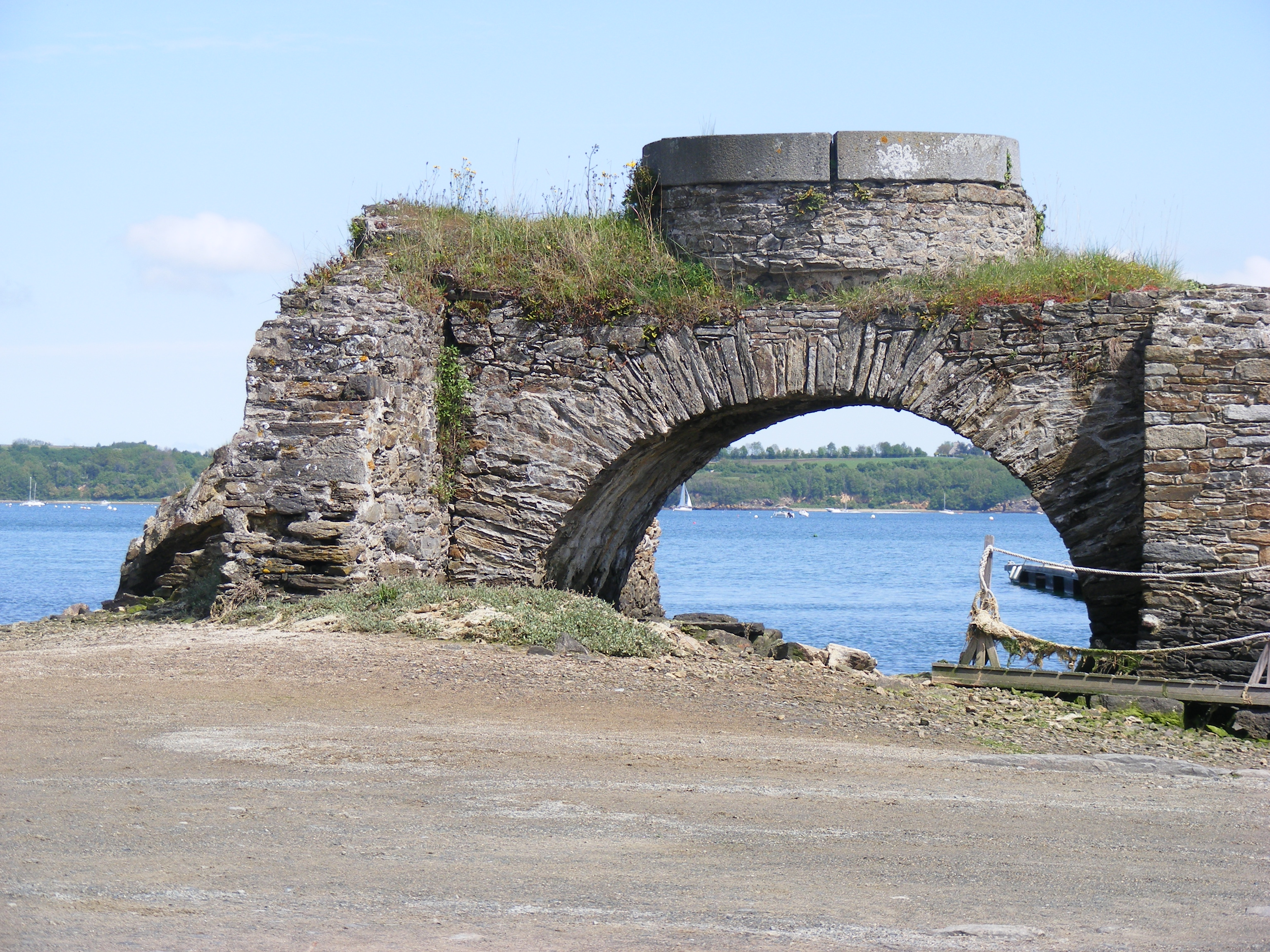
Gezeitenmühle
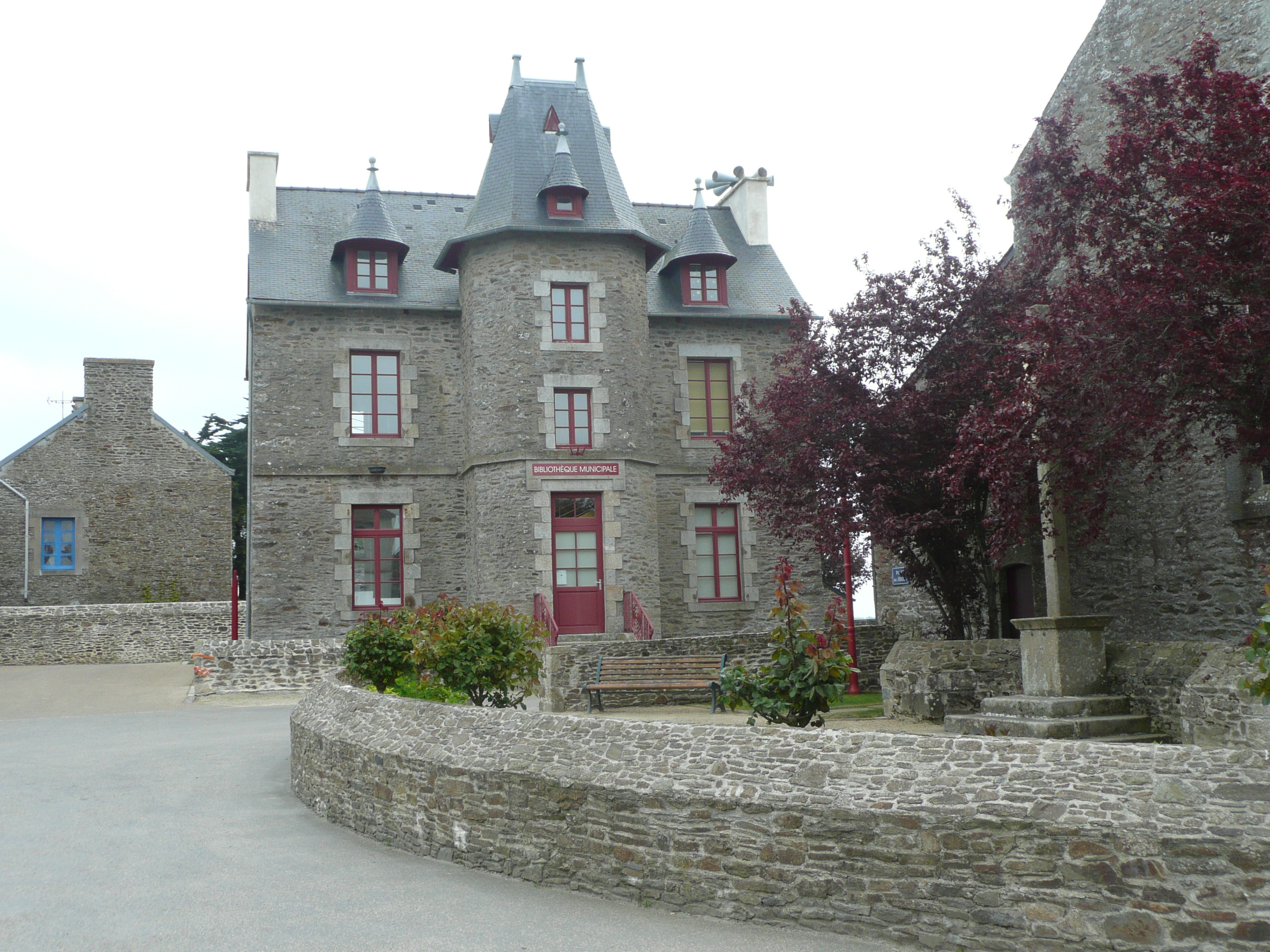
Bibliothek

- Herrenhaus Auffenais
- Schloss Saint-Buc
- Gezeitenmühlen

- Kirche Saint-Malo
- Kapelle Sainte-Anne
- Herrenhaus Le Houx
- Gezeitenmühle
- Bibliothek

## Persönlichkeiten
- Léon Jenouvrier (1846–1932), Politiker und Senator
- William K. L. Dickson (1860–1935), Erfinder des Filmprojektors
- Albert Bourget (1881–1956), Bildhauer
- Louis-Joseph Lebret (1897–1966), Dominikanerpriester und Ökonom